# تقارن گسسته
تقارن گسسته (discrete symmetry) نوعی تقارن است که تغییرات غیرپیوسته را در یک سیستم توصیف می‌کند. مثلاً یک مربع دارای تقارن گسسته چرخشی است که اگر مقدار زاویه‌ای که آن را می‌چرخانیم ضریبی از ۹۰ درجه باشد مربع به شکل اصلی خود در می‌آید. تقارن گسسته بعضاً با مفهوم «جانشانی» در ارتباط است که معمولاً به آن انعکاس می‌گویند.
در فیزیک نظری یک تقارن گسسته تقارنی است که تحت تبدیل یک گروه گسسته قرار دارد. مثل یک گروه توپولوژیک با توپولوژی گسسته که اجزاء و المان‌های آن یک گروه متناهی و شمارا را تشکیل می‌دهند.